# Campionato mondiale femminile under 17 di calcio
Il Campionato mondiale femminile under 17 di calcio (in inglese FIFA U-17 Women's World Cup) è la più importante competizione internazionale di calcio femminile riservata alle atlete di età inferiore a 17 anni ed è disputato tra le Nazionali femminili Under-17 dei Paesi affiliati alla FIFA. Ha cadenza biennale ed il primo torneo è stato disputato nel 2008. Campione in carica è la Corea del Nord, che ha vinto l'edizione 2024.

## Storia
Nel 2003, dopo il successo dell'edizione inaugurale del Campionato mondiale femminile under 19 di calcio, giocato in Canada, la FIFA decise di affiancargli una seconda competizione giovanile femminile. In seguito alle difficoltà espresse dalle confederazioni continentali riguardo alla creazione di un altro torneo con i limiti di età a quel tempo in vigore, la FIFA creò la U-17 Women's World Cup e l'U-20 Women's World Championship (rinominato "U-20 Women's World Cup" nel 2007), equiparando così le età dei tornei giovanili maschili. In accordo con le confederazioni continentali il limite di età del Mondiale Under-19 venne innalzato a 20, a partire dall'edizione 2006 giocata in Russia.
La FIFA organizzò dunque un campionato femminile U-17, con inizio previsto nel 2008.
La prima edizione è stata disputata in Nuova Zelanda, tra il 28 ottobre ed il 16 novembre 2008 ed ha visto vincitrice la Corea del Nord, che in finale ha superato gli Stati Uniti 2-1 ai tempi supplementari.

## Edizioni
| 2008 | Nuova Zelanda     | Corea del Nord | 2–1 (dts)     | Stati Uniti    | Germania      | 3–0           | Inghilterra    |
| 2010 | Trinidad e Tobago | Corea del Sud  | 3–3 5–4 (dtr) | Giappone       | Spagna        | 1–0           | Corea del Nord |
| 2012 | Azerbaigian       | Francia        | 1–1 7–6 (dtr) | Corea del Nord | Ghana         | 1–0           | Germania       |
| 2014 | Costa Rica        | Giappone       | 2–0           | Spagna         | Italia        | 4–4 2–0 (dtr) | Venezuela      |
| 2016 | Giordania         | Corea del Nord | 0–0 5–4 (dtr) | Giappone       | Spagna        | 4–0           | Venezuela      |
| 2018 | Uruguay           | Spagna         | 2–1           | Messico        | Nuova Zelanda | 2–1           | Canada         |
| 2020 | Annullato         | Annullato      | Annullato     | Annullato      | Annullato     | Annullato     | Annullato      |
| 2022 | India             | Spagna         | 1–0           | Colombia       | Nigeria       | 3–3 3–2 (dtr) | Germania       |
| 2024 | Rep. Dominicana   | Corea del Nord | 1–1 4–3 (dtr) | Spagna         | Stati Uniti   | 3–0           | Inghilterra    |

### Medagliere
| Pos. | Paese          | Oro | Argento | Bronzo | Totale |
| ---- | -------------- | --- | ------- | ------ | ------ |
| 1    | Corea del Nord | 3   | 1       | 0      | 4      |
| 2    | Spagna         | 2   | 2       | 2      | 6      |
| 3    | Giappone       | 1   | 2       | 0      | 3      |
| 4    | Corea del Sud  | 1   | 0       | 0      | 1      |
| 4    | Francia        | 1   | 0       | 0      | 1      |
| 6    | Stati Uniti    | 0   | 1       | 1      | 2      |
| 7    | Messico        | 0   | 1       | 0      | 1      |
| 7    | Colombia       | 0   | 1       | 0      | 1      |
| 9    | Germania       | 0   | 0       | 1      | 1      |
| 9    | Ghana          | 0   | 0       | 1      | 1      |
| 9    | Italia         | 0   | 0       | 1      | 1      |
| 9    | Nuova Zelanda  | 0   | 0       | 1      | 1      |
| 9    | Nigeria        | 0   | 0       | 1      | 1      |

### Migliori prestazioni in base al continente
| Confederazione (continente)                | Titoli                                                            |
| ------------------------------------------ | ----------------------------------------------------------------- |
| AFC (Asia)                                 | Cinque titoli, vinti da: Corea del Nord, Corea del Sud e Giappone |
| UEFA (Europa)                              | Tre titoli, vinti da: Francia e Spagna                            |
| CONCACAF (Centro e Nord America e Caraibi) | Secondo posto: Stati Uniti e Messico                              |
| CAF (Africa)                               | Terzo posto: Ghana e Nigeria                                      |
| CONMEBOL (Sud America)                     | 4º posto: Venezuela 2º posto: Colombia                            |
| OFC (Oceania)                              | 3º posto: Nuova Zelanda                                           |

### Partecipazioni e prestazioni nelle fasi finali
Legenda
- 1ª – Campione
- 2ª - Secondo posto
- 3ª - Terzo posto
- 4ª - Quarto posto
- QF - Quarti di finale

- 1T - Primo turno
- •  – Non qualificata
- – Non partecipa alle qualificazioni
- – Nazione ospite
- Q - Qualificata per il prossimo torneo

Per ogni torneo, viene indicata la bandiera del Paese ospite e, tra parentesi, il numero di squadre che vi hanno partecipato.
| Nazionale         | 2008 (16) | 2010 (16) | 2012 (16) | 2014 (16) | 2016 (16) | 2018 (16) | 2022 (16) | 2024 (16) | Totale |
| ----------------- | --------- | --------- | --------- | --------- | --------- | --------- | --------- | --------- | ------ |
| Azerbaigian       | •         | •         | 1T        | •         | •         | •         | •         | •         | 1      |
| Brasile           | 1T        | QF        | QF        | •         | 1T        | 1T        | QF        | 1T        | 7      |
| Camerun           | •         |           | •         |           | 1T        | 1T        | •         | •         | 2      |
| Canada            | QF        | 1T        | QF        | QF        | 1T        | 4ª        | QF        | •         | 7      |
| Cile              | •         | 1T        | •         | •         | •         | •         | QF        | •         | 2      |
| Cina              | •         | •         | 1T        | 1T        | •         | •         | QF        | •         | 3      |
| Colombia          | 1T        | •         | 1T        | 1T        | •         | 1T        | 2ª        | 1T        | 6      |
| Corea del Nord    | 1ª        | 4ª        | 2ª        | 1T        | 1ª        | QF        |           | 1ª        | 7      |
| Corea del Sud     | 1T        | 1ª        | •         | •         | •         | 1T        | •         | 1T        | 4      |
| Costa Rica        | 1T        | •         | •         | 1T        | •         | •         | •         | •         | 2      |
| Danimarca         | QF        | •         | •         | •         | •         | •         | •         | •         | 1      |
| Ecuador           | •         | •         | •         | •         | •         | •         | •         | QF        | 1      |
| Finlandia         | •         | •         | •         | •         | •         | 1T        | •         | •         | 1      |
| Francia           | 1T        | •         | 1ª        | •         | •         | •         | QF        | •         | 3      |
| Gambia            |           |           | 1T        |           |           | •         |           | •         | 1      |
| Germania          | 3ª        | QF        | 4ª        | 1T        | QF        | QF        | 4ª        | •         | 7      |
| Ghana             | 1T        | 1T        | 3ª        | QF        | QF        | QF        | •         | •         | 6      |
| Giappone          | QF        | 2ª        | QF        | 1ª        | 2ª        | QF        | QF        | QF        | 8      |
| Giordania         | •         | •         | •         | •         | 1T        | •         | •         | •         | 1      |
| India             | •         | •         | •         | •         | •         | •         | QF        | •         | 1      |
| Inghilterra       | 4ª        | •         | •         | •         | QF        | •         | •         | 4ª        | 3      |
| Irlanda           | •         | QF        | •         | •         | •         | •         | •         | •         | 1      |
| Italia            | •         | •         | •         | 3ª        | •         | •         | •         | •         | 1      |
| Kenya             | •         | •         | •         | •         | •         | •         | •         | 1T        | 1      |
| Marocco           |           |           |           |           | •         | •         | QF        | •         | 1      |
| Messico           | •         | 1T        | 1T        | QF        | QF        | 2ª        | QF        | 1T        | 7      |
| Nigeria           | 1T        | QF        | QF        | QF        | 1T        | •         | 3ª        | QF        | 7      |
| Nuova Zelanda     | 1T        | 1T        | 1T        | 1T        | 1T        | 3ª        | QF        | 1T        | 8      |
| Paraguay          | 1T        | •         | •         | 1T        | 1T        | •         | •         | •         | 3      |
| Polonia           | •         | •         | •         | •         | •         | •         | •         | QF        | 1      |
| Rep. Dominicana   | •         | •         | •         | •         | •         | •         | •         | 1T        | 1      |
| Spagna            | •         | 3ª        | •         | 2ª        | 3ª        | 1ª        | 1ª        | 2ª        | 6      |
| Stati Uniti       | 2ª        | •         | 1T        | •         | 1T        | 1T        | QF        | 3ª        | 6      |
| Sudafrica         | •         | 1T        | •         | •         | •         | 1T        | •         | •         | 2      |
| Tanzania          |           |           |           |           |           |           | QF        | •         | 1      |
| Trinidad e Tobago | •         | 1T        | •         | •         | •         | •         | •         | •         | 1      |
| Uruguay           | •         | •         | 1T        | •         | •         | 1T        | •         | •         | 2      |
| Venezuela         | •         | 1T        | •         | 4ª        | 4ª        | •         | •         | •         | 3      |
| Zambia            | •         | •         | •         | 1T        | •         | •         | •         | 1T        | 2      |
| Nazionale         | 2008 (16) | 2010 (16) | 2012 (16) | 2014 (16) | 2016 (16) | 2018 (16) | 2022 (16) | 2024 (16) | Totale |

## Premi
I quattro premi principali assegnati ad ogni torneo sono:
- La Scarpa d'oro alla capocannoniere del torneo.
- Il Pallone d'oro alla miglior giocatrice del torneo.
- Il Guanto d'oro alla miglior portiere del torneo.
- Il Premio Fair Play alla squadra più disciplinata del torneo.

| Torneo                     | Pallone d'oro       | Scarpa d'oro                      | Guanto d'oro     | Premio Fair Play |
| -------------------------- | ------------------- | --------------------------------- | ---------------- | ---------------- |
| Nuova Zelanda 2008         | Mana Iwabuchi       | Dzsenifer Marozsán                | Taylor Vancil    | Germania         |
| Trinidad e Tobago 2010     | Yeo Min-ji          | Yeo Min-ji                        | Dolores Gallardo | Germania         |
| Azerbaigian 2012           | Griedge Mbock Bathy | Ri Un-Sim                         | Romane Bruneau   | Giappone         |
| Costa Rica 2014            | Hina Sugita         | Deyna Castellanos Gabriela García | Mamiko Matsumoto | Giappone         |
| Giordania 2016             | Fūka Nagano         | Lorena Navarro                    | Noelia Ramos     | Giappone         |
| Uruguay 2018               | Clàudia Pina        | Mukarama Abdulai                  | Catalina Coll    | Giappone         |
| India 2022                 | Vicky López         | Loreen Bender                     | Sofía Fuente     | Giappone         |
| Repubblica Dominicana 2024 | Jon Il-chong        | Pau Comendador                    | Evan O'Steen     | Nigeria          |

## Record e statistiche

### Capocannonieri di ogni edizione
| Edizione                   | Capocannoniere                    | Nazionale      | Gol |
| -------------------------- | --------------------------------- | -------------- | --- |
| Nuova Zelanda 2008         | Dzsenifer Marozsán                | Germania       | 6   |
| Trinidad e Tobago 2010     | Yeo Min-ji                        | Corea del Sud  | 8   |
| Azerbaigian 2012           | Ri Un-sim                         | Corea del Nord | 8   |
| Costa Rica 2014            | Deyna Castellanos Gabriela García | Venezuela      | 6   |
| Giordania 2016             | Lorena Navarro                    | Spagna         | 8   |
| Uruguay 2018               | Mukarama Abdulai                  | Ghana          | 7   |
| India 2022                 | Loreen Bender                     | Germania       | 4   |
| Repubblica Dominicana 2024 | Pau Comendador                    | Spagna         | 5   |